# Menhir II von Nusbaum
Der Menhir II von Nusbaum (auch als Stehender Menhir bezeichnet) ist ein Menhir bei Nusbaum im Eifelkreis Bitburg-Prüm in Rheinland-Pfalz.

## Geographische Lage
Der Menhir II von Nusbaum befindet sich inmitten eines ausgedehnten Waldgebietes nordwestlich von Ferschweiler und südöstlich des Nusbaumer Weilers Rohrbach. Der Menhir befindet sich auf der Gemarkung von Nusbaum im Norden des Ferschweiler-Plateaus in der Nähe des höchsten Punktes. Der Stein steht auf flachem und ebenem Gelände.
Direkt neben dem Stehenden Menhir (II) befindet sich der Liegende Menhir (III) von Nusbaum.

## Beschreibung
Der Menhir besitzt eine rundliche Form und endet in einer stumpfen, abgerundeten Spitze. Die Oberfläche des Steins weist mehrere Risse auf sowie eingeritzte Kreuze.  Das Material ist Liassandstein und die Maße belaufen sich auf eine Höhe von 215 cm, eine Breite von 110 cm sowie eine Tiefe von 65 cm.
Entdeckt wurde der Menhir 1930, damals noch in deutlicher Schräglage, die später korrigiert wurde. Bis 1999 wurde er nicht weiter untersucht und erst in diesem Jahr wiederentdeckt.
Von den beiden Nusbaumer Menhiren besteht eine Sichtachse zum dritten Nusbaumer Menhir, dem Fraubillenkreuz. Möglicherweise handelte es sich hier um ein bewusst aufgebautes System der Menhire.

## Einzelnachweis
1. 1 2 3  Johannes Groht: Menhire in Deutschland. S. 340.